# Hộp phấn trang điểm

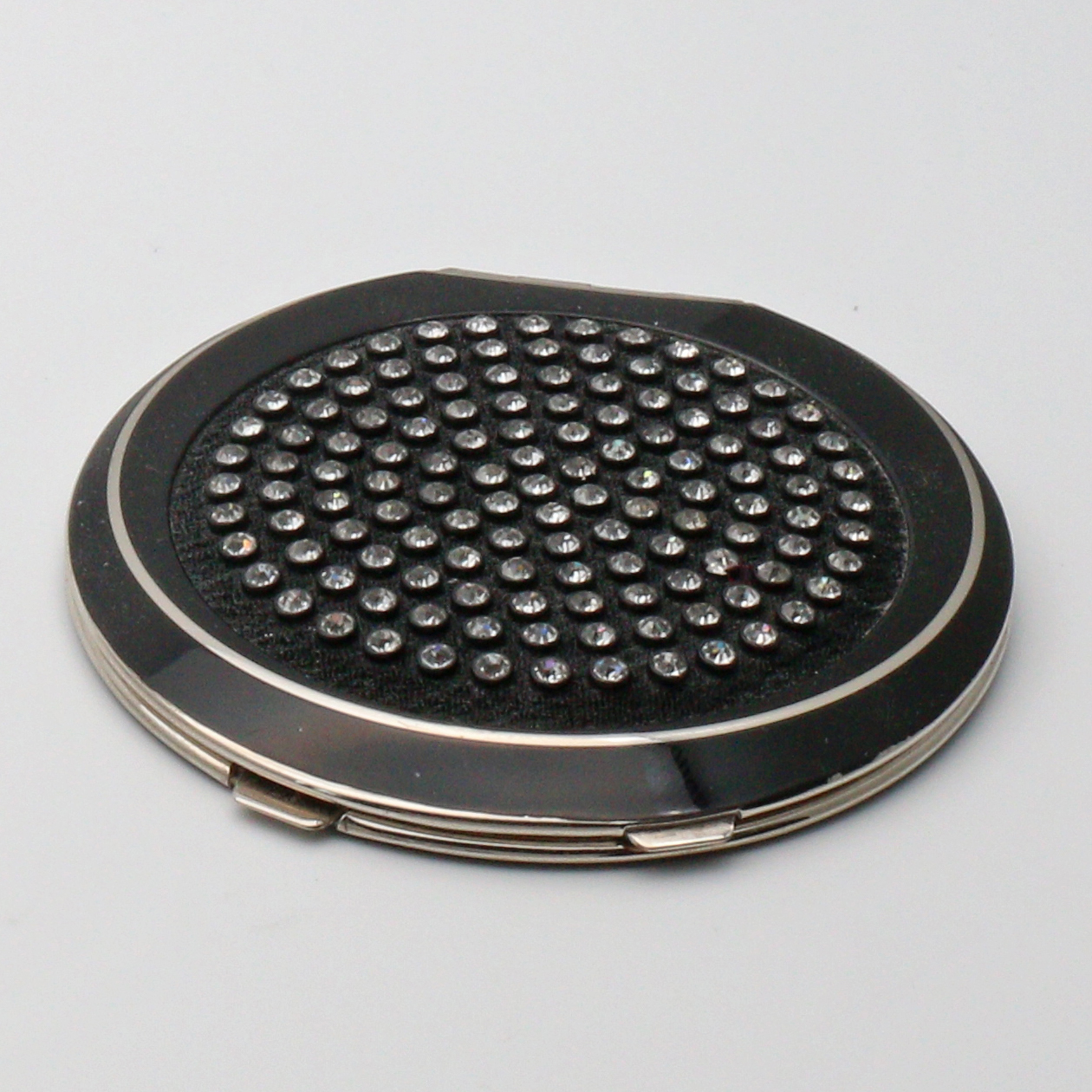
Hộp phấn tráng men đính kim cương giả Art Deco

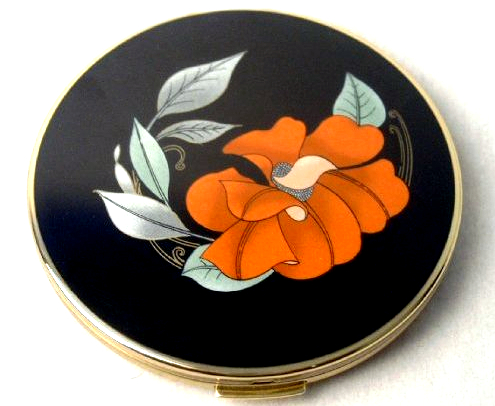
Hộp phấn mang phong cách trang trí theo nghệ thuật cổ điển,, do Stratton của Birmingham chế tác

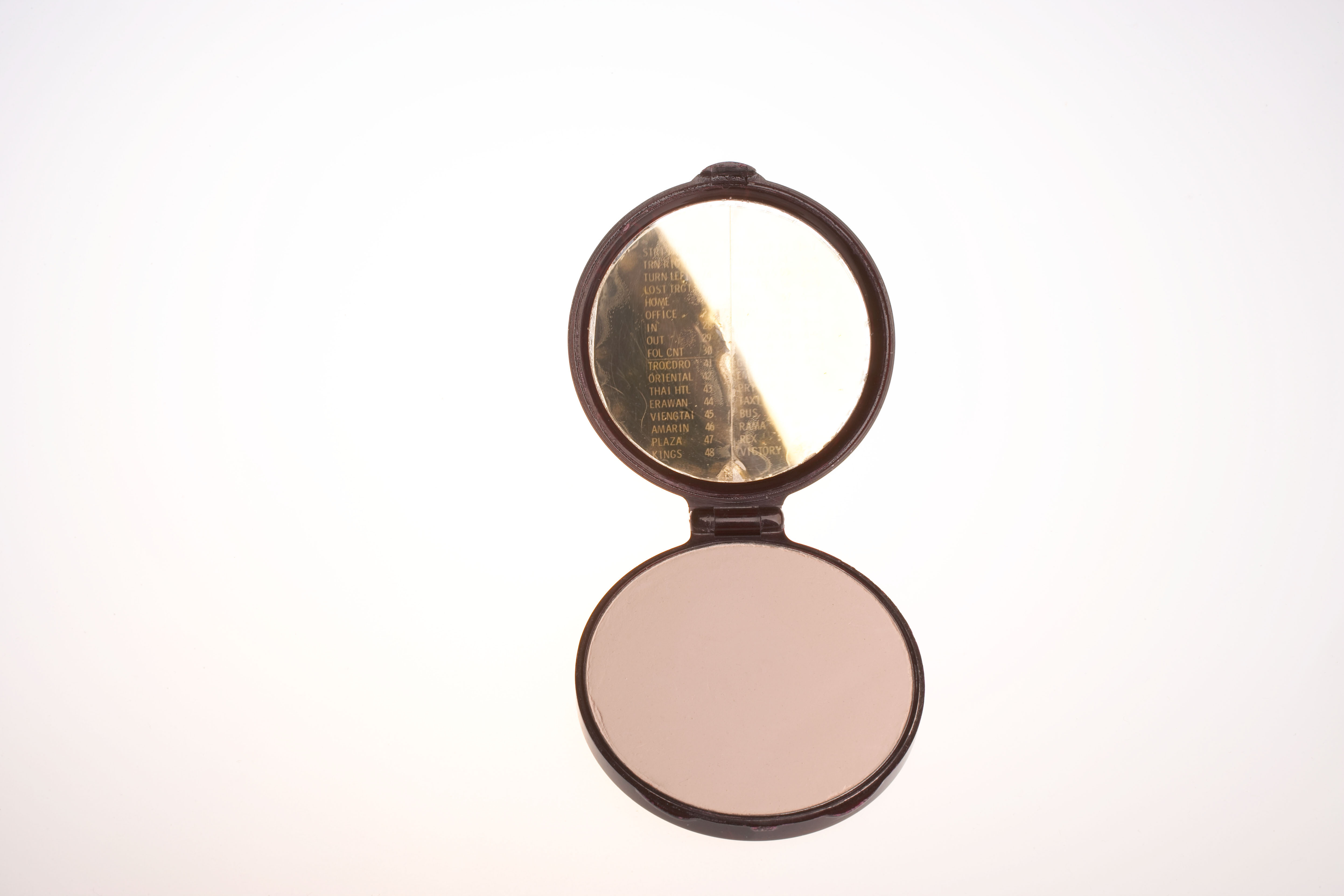
Hộp phấn được chỉnh sửa có chứa mã hóa trên gương, được thiết kế dành cho đặc vụ CIA sử dụng - Không rõ ngày sản xuất

Hộp phấn trang điểm là một sản phẩm dùng làm đẹp. Chúng thường là một hộp kim loại tròn nhỏ và chứa hai hoặc nhiều thứ sau đây: một gương tròn, phấn phủ nén hoặc bột với một khay lọc và một miếng bông đánh phấn.

## Lịch sử
Hộp phấn trang điểm có niên đại vào đầu những năm 1900, thời kỳ mà đồ trang điểm chưa được xã hội chấp nhận rộng rãi. Những chiếc hộp chứa phấn đầu tiên thường được che giấu trong các món phụ kiện như gậy đi bộ, trang sức hoặc ghim cài mũ.
Từ năm 1896, nhà sản xuất túi xách Mỹ Whiting & Davis đã thiết kế nên chiếc túi có gian xếp ngăn nắp bên trong, nơi dùng để chứa phấn má hồng và lược. Năm 1908, Sears quảng cáo chào bán một chiếc hộp mạ bạc có tráng gương và bông đánh phấn (giá 19 xu) và mô phỏng đủ nhỏ để xếp vừa túi xách.
Ở Mỹ, các nhà cung ứng như Evans và Elgin American đã sản xuất hộp phấn kim loại với dây đeo ngón tay hoặc dây tango dài. Thiết kế để trưng bày thay vì xếp vào túi xách, chúng yêu cầu nhiều thiết kế trang trí công phu hơn. Nhiều mẫu vào thời kỳ cuối Thế chiến I là ví dụ về phong cách Art Deco bóng bẩy.
Khi trang điểm trở nên phổ biến hơn và phụ nữ ngày càng tích cực làm việc bên ngoài gia đình, hộp phấn trang điểm trở nên phổ biến. Nhà sản xuất Stratton của Anh bắt đầu nhập khẩu hộp phấn thương phẩm từ Mỹ để lắp ráp tại nhà máy Birmingham của mình vào năm 1923. Đến những năm 1930, họ chế tác lại từ đầu và sản xuất một nửa số hộp phấn cho ngành mỹ phẩm Anh. Năm 1948, công ty đã phát triển loại nắp bên trong tự mở, được thiết kế để bảo quản phấn và ngăn ngừa móng tay bị hư hại. Đến những năm 1960, công ty đã xuất khẩu cho các đại lý trên toàn thế giới.

### Kiểu dáng và biến thể
Hộp phấn trang điểm bị ảnh hưởng nhiều từ các kiểu mốt thịnh hành - ví dụ, phát hiện ra lăng mộ của Tutankhamun vào năm 1922 dẫn đến xu hướng hộp phấn hình cột tháp, tượng nhân sư và kim tự tháp lấy cảm hứng từ Ai Cập; khi xe hơi ngày càng phổ biến khiến cho hộp phấn được tích hợp vào mái che, vô lăng và bánh răng. Các hãng trang sức như Van Cleef & Arpels, Tiffany và Cartier bắt đầu sản xuất minaudière, loại túi kim loại ban đêm/túi trang điểm bằng kim loại được đeo bằng dây kim loại hoặc dây lụa bao gồm hộp phấn trang điểm và chỗ cho vài món đồ nhỏ khác, nhiều món đồ được khảm bằng trang sức hoặc vật dụng cá nhân.
Đến những năm 1930, hộp phấn trang điểm thường xuyên được cập nhật để phù hợp với xu hướng thời trang theo mùa và mẹo quảng cáo như đồng hồ quả quýt hay thậm chí cả cần gạt nước của mái che thu nhỏ cũng được đưa vào thiết kế. Về sau, hộp phấn trang điểm trở thành mặt hàng lưu niệm phổ biến, cả triển lãm thế giới ở Chicago và New York vào thập niên 1930 đều trưng bày hộp phấn lưu niệm, và trong các mùa lễ.

## Thoái trào
Mặc dù hộp phấn tiếp tục được sản xuất rộng rãi cho đến những năm 1960, sự phổ biến của chúng giảm dần khi ngành công nghiệp mỹ phẩm tạo ra hộp nhựa thiết kế để gạn bỏ khi hết phấn. Những thứ này bắt đầu được quảng cáo rầm rộ từ những năm 1950. Viết trên tờ Americana, Deirdre Clemente cho rằng việc thay đổi xu hướng trang điểm, đặc biệt là đối với làn da tự nhiên thay vì nước da nhợt nhạt và đánh đầy phấn cuối những năm 1950 trở đi, đã góp phần làm giảm độ phổ biến của hộp phấn.